# Carl Unger (Maler)
Carl Unger (* 24. August 1915 in Wolframitzkirchen; Mähren; † 21. Dezember 1995 in Wien) war ein österreichischer Maler.

## Leben
Carl Unger studierte 1935 bis 1939 an der Wiener Akademie der bildenden Künste bei Herbert Boeckl, dessen Tochter Maria er 1943 heiratete. Unger zählte 1947 zu den Gründungsmitgliedern des Art-Clubs Wien.
1950 übernahm er die Leitung einer Klasse für das Studium der menschlichen Gestalt an der Hochschule für angewandte Kunst in Wien. Von 1963 bis 1985 leitete er die Meisterklasse für Malerei, Grafik und Glasmalerei.
Von 1971 bis 1975 war er Rektor der „Angewandten“.

## Werke
Sein Schaffen umfasst Landschaften, Figurales, Aquarelle, Zeichnungen und zahlreiche öffentlichen Aufträge. Stilistisch entwickelte er sich vom Expressionismus über eine kubistische Phase bis hin zur Abstraktion.
Neben figuralen Darstellungen bilden die Landschaften die Hauptmotive in Ungers Schaffen. Der Bezug zur Natur ist auch in abstrakten Darstellungen zu erkennen. Seine Hauptmotive beziehen sich auf Wien und Umgebung, Wachau und das Salzkammergut. Die Studienreisen in den Orient und nach Südamerika runden seine Themenvielfalt ab.

### Werke im öffentlichen Raum
- Glasfenster in der Zentralsparkasse in Wien 1, Wipplingerstraße
- Gestaltung der Decke im großen Festspielhaus in Salzburg
- freistehende Mosaikwand in Wien 2, Vorgartenstraße
- Holzintarsienwand in der Zentralsparkasse in Wien 17, Hernalser Hauptstraße
- Mosaikwand "das himmlische Jerusalem" in der Kirche in Wien 10, Puchsbaumplatz
- keramische Wand in der Wohnanlage in Wien 11, Thürnlhofstraße
- Betonglasfenster in der Kirche "Maria Namen" in Wien 16
- Fries im Technologischen Gewerbemuseum (TGM) in Wien 20

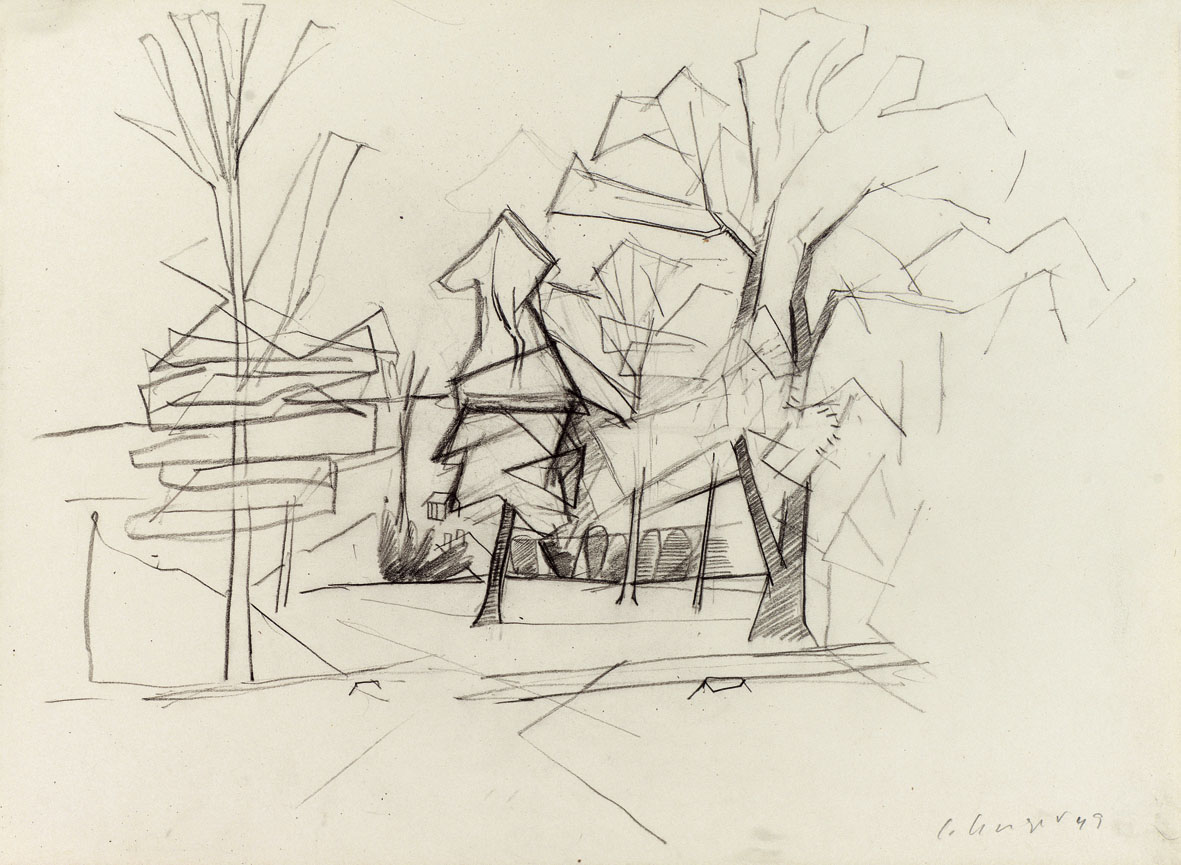
1949, Unterpurkersdorf
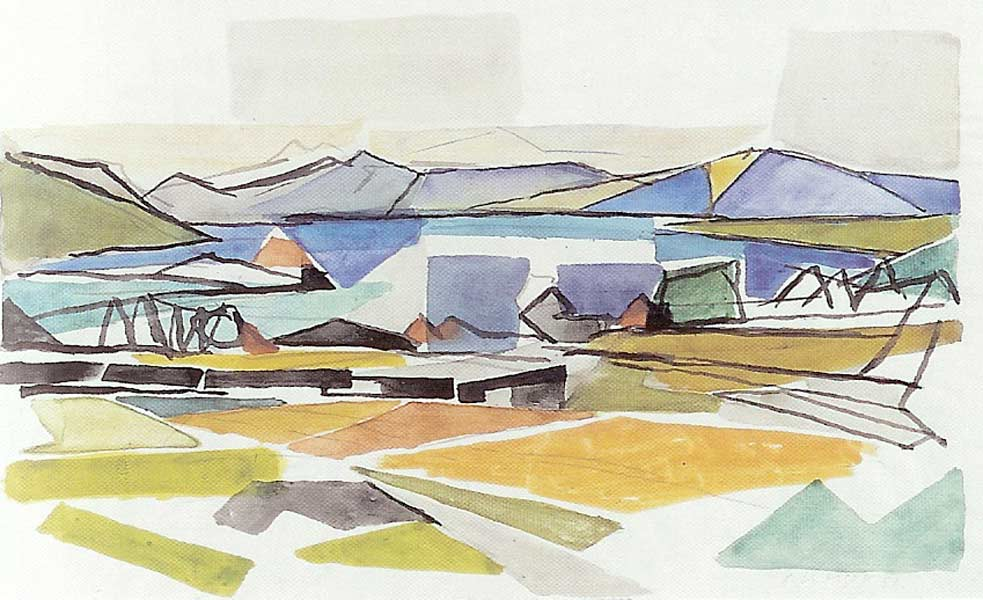
1949, Aquarell, Seewalchen am Attersee
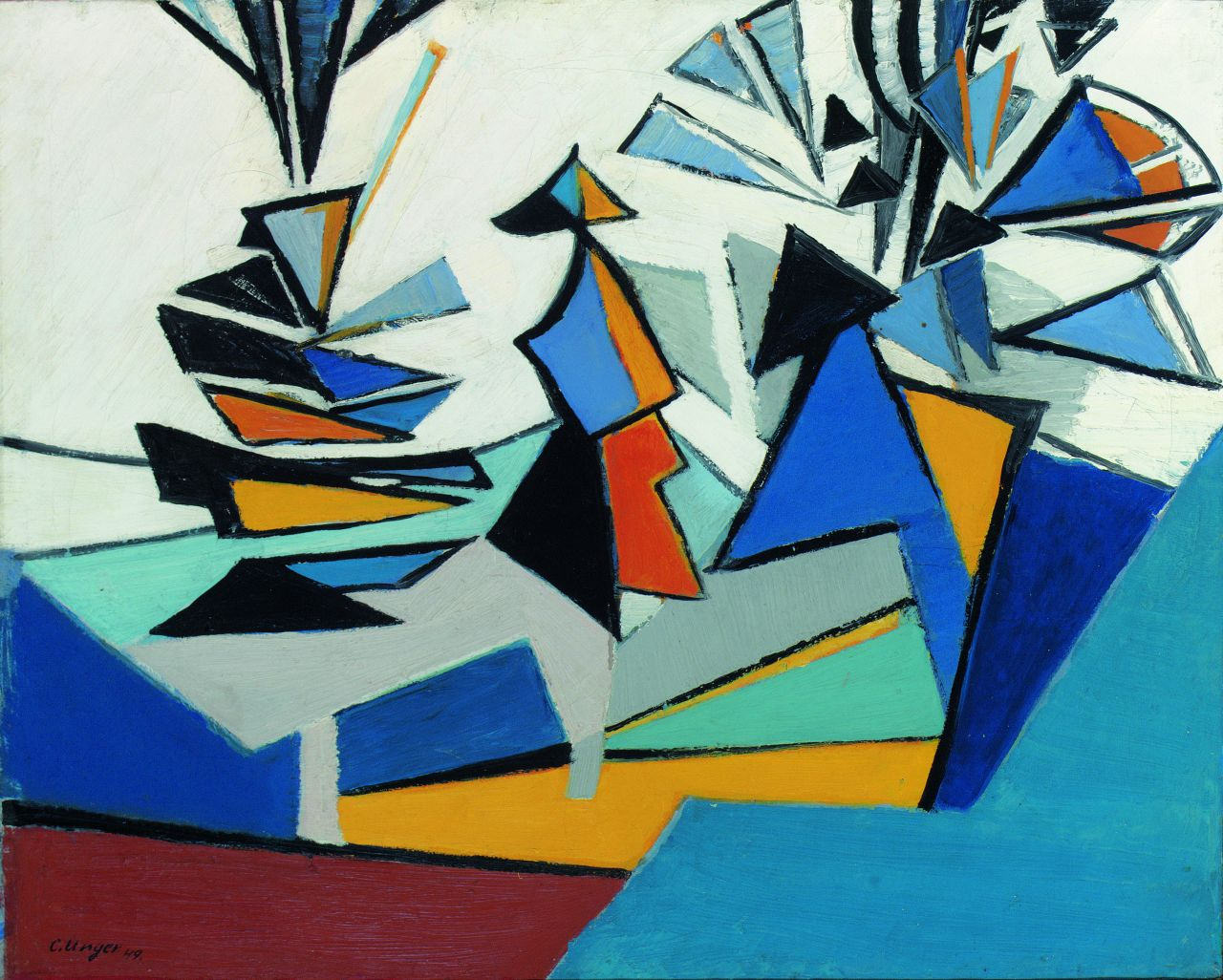
1949, Baumlandschaft
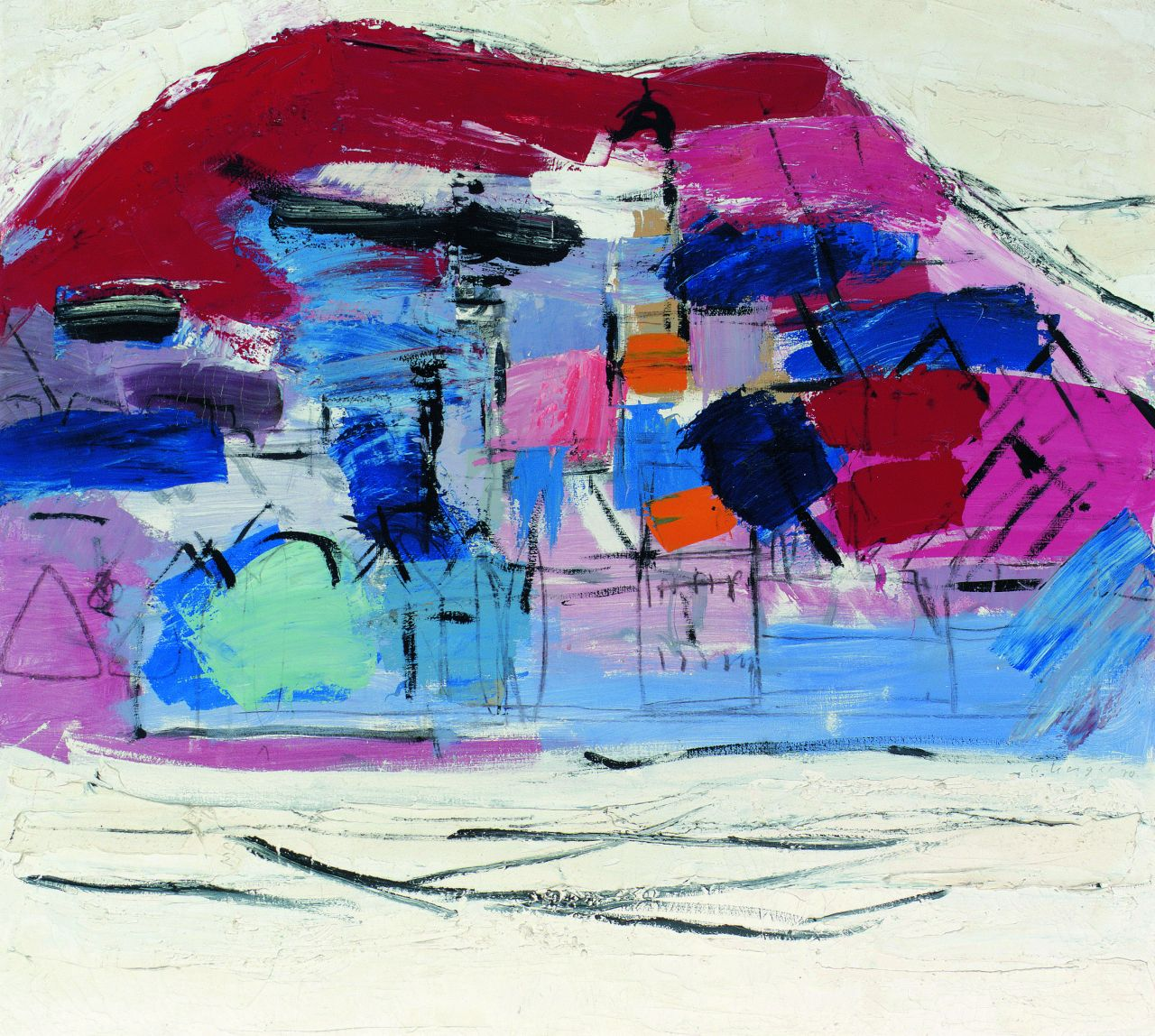
1970, Stein an der Donau II
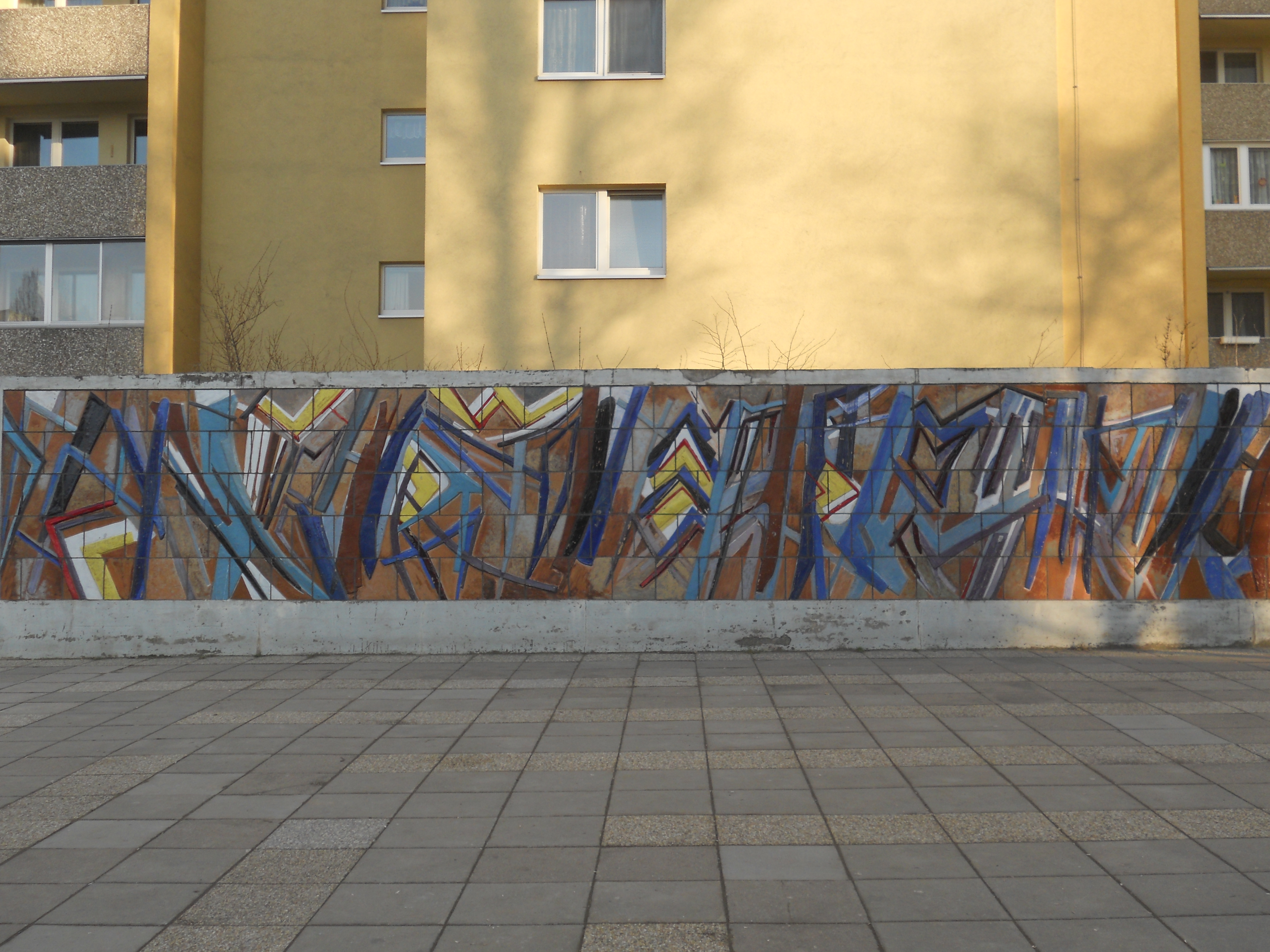
Wand mit Keramikplatten, "Abstrakte Gestaltung" in der städtischen Wohnhausanlage Thürnlhofstraße 20-24
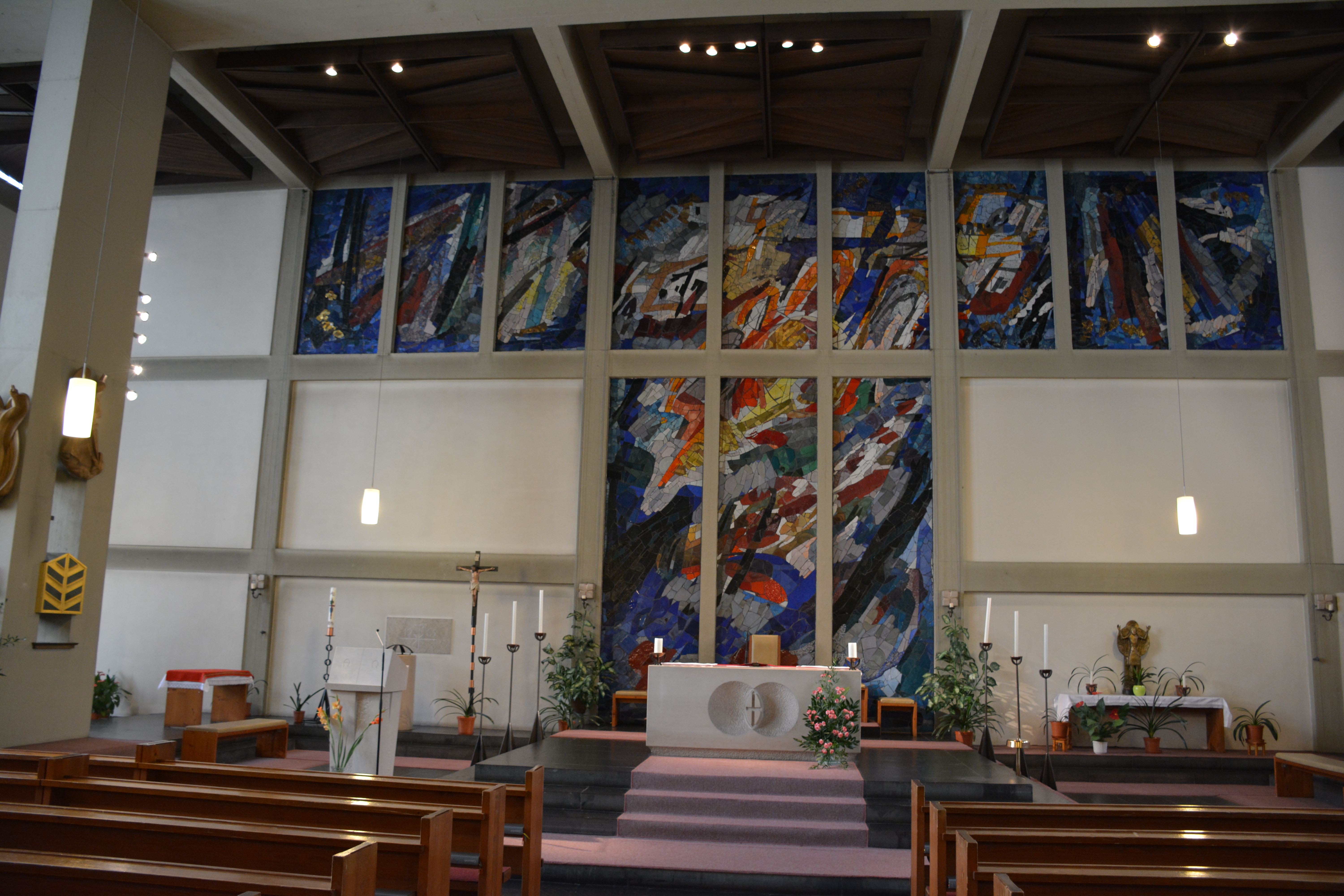
Altarwand "das himmlische Jerusalem", Filialkirche zur Heiligen Familie (Favoriten)
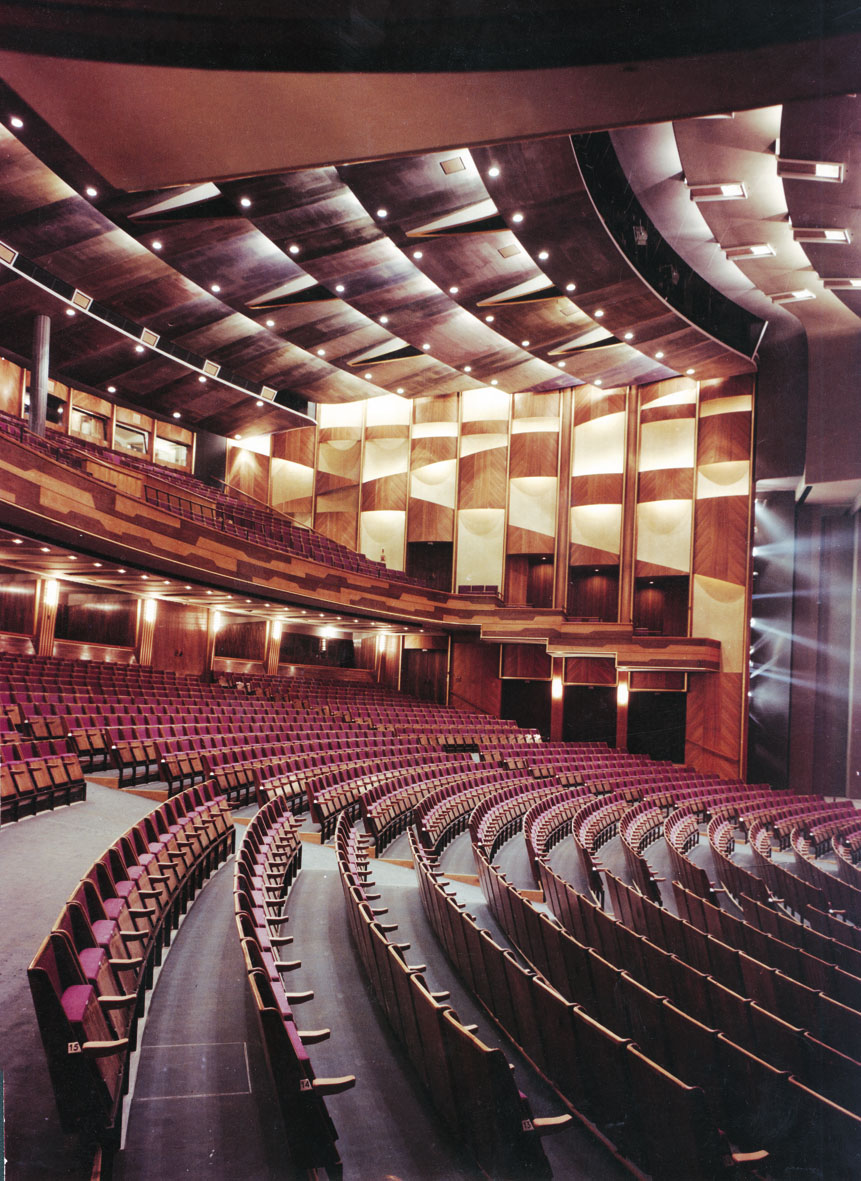
Decke des Salzburger Festspielhauses
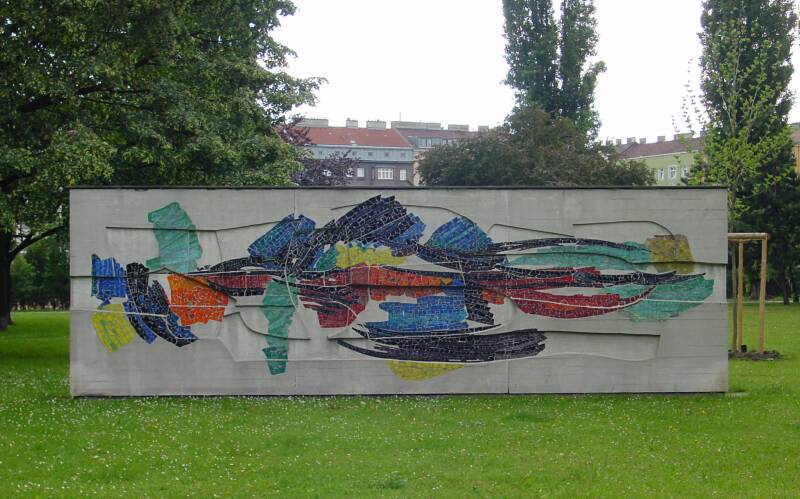
Mosaikwand Vorgartenstrasse

## Auszeichnungen
- 1950: Österreichischer Staatspreis für Malerei
- 1959: Preis der Stadt Wien für Bildende Kunst
- 1993: Verleihung des Päpstlichen Silvester-Ordens
- 1995: Verleihung des großen Verdienstkreuzes der Republik Österreich
- 1995: Ernennung zum Ehrenmitglied der Universität für angewandte Kunst in Wien